# PA Sports/Diskografie
Diese Diskografie ist eine Übersicht über die musikalischen Werke des deutschen Rappers PA Sports.

## Alben

### Studioalben
| Jahr | Titel                | Höchstplatzierung, Gesamtwochen, AuszeichnungChartplatzierungen (Jahr, Titel, Platzierungen, Wochen, Auszeichnungen, Anmerkungen, Cover) | Höchstplatzierung, Gesamtwochen, AuszeichnungChartplatzierungen (Jahr, Titel, Platzierungen, Wochen, Auszeichnungen, Anmerkungen, Cover) | Höchstplatzierung, Gesamtwochen, AuszeichnungChartplatzierungen (Jahr, Titel, Platzierungen, Wochen, Auszeichnungen, Anmerkungen, Cover) | Anmerkungen                                              | Cover |
| Jahr | Titel                | DE | AT | CH | Anmerkungen                                              | Cover |
| ---- | -------------------- | --- | --- | --- | -------------------------------------------------------- | ----- |
| 2011 | Streben nach Glück   | — | — | — | Erstveröffentlichung: 11. März 2011                      |       |
| 2012 | Vom Glück zurück     | DE46 (1 Wo.)DE | — | — | Erstveröffentlichung: 20. April 2012                     |       |
| 2013 | Machtwechsel         | DE20 (1 Wo.)DE | AT52 (1 Wo.)AT | CH19 (1 Wo.)CH | Erstveröffentlichung: 1. Februar 2013                    |       |
| 2014 | H.A.Z.E              | DE7 (3 Wo.)DE | AT14 (1 Wo.)AT | CH9 (3 Wo.)CH | Erstveröffentlichung: 7. Februar 2014 Verkäufe: + 20.000 |       |
| 2015 | Eiskalter Engel      | DE6 (3 Wo.)DE | AT15 (1 Wo.)AT | CH6 (4 Wo.)CH | Erstveröffentlichung: 10. Juli 2015 Verkäufe: + 20.000   |       |
| 2016 | Zurück zum Glück     | DE6 (4 Wo.)DE | AT11 (2 Wo.)AT | CH3 (5 Wo.)CH | Erstveröffentlichung: 3. Juni 2016                       |       |
| 2017 | Verloren im Paradies | DE5 (3 Wo.)DE | AT10 (2 Wo.)AT | CH9 (2 Wo.)CH | Erstveröffentlichung: 23. Juni 2017                      |       |
| 2019 | Keine Tränen         | DE9 (2 Wo.)DE | AT26 (1 Wo.)AT | CH19 (1 Wo.)CH | Erstveröffentlichung: 4. Oktober 2019                    |       |
| 2021 | Streben nach Glück   | DE2 (3 Wo.)DE | AT3 (2 Wo.)AT | CH6 (2 Wo.)CH | Erstveröffentlichung: 11. März 2021                      |       |
| 2023 | Life Is Pain         | DE4 (1 Wo.)DE | — | CH58 (1 Wo.)CH | Erstveröffentlichung: 6. Juli 2023                       |       |
| 2023 | Machtwechsel II      | DE23 (1 Wo.)DE | — | CH37 (1 Wo.)CH | Erstveröffentlichung: 15. September 2023                 |       |
| 2025 | Parham               | DE5 (1 Wo.)DE | AT17 (1 Wo.)AT | CH74 (1 Wo.)CH | Erstveröffentlichung: 4. April 2025                      |       |

### Kollaboalben
| Jahr | Titel          | Höchstplatzierung, Gesamtwochen, AuszeichnungChartplatzierungen (Jahr, Titel, Platzierungen, Wochen, Auszeichnungen, Anmerkungen, Cover) | Höchstplatzierung, Gesamtwochen, AuszeichnungChartplatzierungen (Jahr, Titel, Platzierungen, Wochen, Auszeichnungen, Anmerkungen, Cover) | Höchstplatzierung, Gesamtwochen, AuszeichnungChartplatzierungen (Jahr, Titel, Platzierungen, Wochen, Auszeichnungen, Anmerkungen, Cover) | Anmerkungen                                          | Cover |
| Jahr | Titel          | DE | AT | CH | Anmerkungen                                          | Cover |
| ---- | -------------- | --- | --- | --- | ---------------------------------------------------- | ----- |
| 2014 | Desperadoz     | DE14 (1 Wo.)DE | AT65 (1 Wo.)AT | CH20 (1 Wo.)CH | Erstveröffentlichung: 19. September 2014 mit Kianush |       |
| 2018 | Desperadoz II  | DE5 (3 Wo.)DE | AT8 (1 Wo.)AT | CH7 (2 Wo.)CH | Erstveröffentlichung: 12. Januar 2018 mit Kianush    |       |
| 2020 | Crossover      | DE2 (5 Wo.)DE | AT5 (3 Wo.)AT | CH7 (3 Wo.)CH | Erstveröffentlichung: 3. April 2020 mit Kianush      |       |
| 2021 | Desperadoz III | DE13 (1 Wo.)DE | AT32 (1 Wo.)AT | CH13 (2 Wo.)CH | Erstveröffentlichung: 26. August 2021 mit Kianush    |       |

Weitere Kollaboalben
- 2008: Kinder des Zorns (mit KC Rebell als SAW)

### Mixtapes
| Jahr | Titel      | Höchstplatzierung, Gesamtwochen, AuszeichnungChartplatzierungen (Jahr, Titel, Platzierungen, Wochen, Auszeichnungen, Anmerkungen, Cover) | Höchstplatzierung, Gesamtwochen, AuszeichnungChartplatzierungen (Jahr, Titel, Platzierungen, Wochen, Auszeichnungen, Anmerkungen, Cover) | Höchstplatzierung, Gesamtwochen, AuszeichnungChartplatzierungen (Jahr, Titel, Platzierungen, Wochen, Auszeichnungen, Anmerkungen, Cover) | Anmerkungen                           | Cover |
| Jahr | Titel      | DE | AT | CH | Anmerkungen                           | Cover |
| ---- | ---------- | --- | --- | --- | ------------------------------------- | ----- |
| 2022 | Kiss & Fly | — | — | CH85 (1 Wo.)CH | Erstveröffentlichung: 6. Oktober 2022 |       |

Weitere Mixtapes
- 2006: Schwarz auf weiß (mit KC Rebell als SAW)

### EPs
- 2004: Psychoshit (Online-EP mit Das Kollektiv)
- 2015: Lost Tapes EP
- 2016: Undercover EP
- 2017: Bela in den Bloxxx EP
- 2018: Sicario LP (mit Kianush)
- 2018: Futureradoz EP (mit Kianush)
- 2019: Level Tape EP

## Singles

### Als Leadmusiker
| Jahr | Titel Album                                      | Höchstplatzierung, Gesamtwochen, AuszeichnungChartplatzierungen (Jahr, Titel, Album, Platzierungen, Wochen, Auszeichnungen, Anmerkungen) | Höchstplatzierung, Gesamtwochen, AuszeichnungChartplatzierungen (Jahr, Titel, Album, Platzierungen, Wochen, Auszeichnungen, Anmerkungen) | Höchstplatzierung, Gesamtwochen, AuszeichnungChartplatzierungen (Jahr, Titel, Album, Platzierungen, Wochen, Auszeichnungen, Anmerkungen) | Anmerkungen                                                                       |
| Jahr | Titel Album                                      | DE | AT | CH | Anmerkungen                                                                       |
| --- | ------------------------------------------------ | --- | --- | --- | --------------------------------------------------------------------------------- |
| 2017 | HSHC Verloren im Paradies                        | DE89 (1 Wo.)DE | — | — | Erstveröffentlichung: 5. Mai 2017 feat. Kollegah                                  |
| 2017 | Mörder Desperadoz II                             | DE89 (1 Wo.)DE | — | — | Erstveröffentlichung: 24. November 2017 mit Kianush                               |
| 2018 | Habibi Noa                                       | DE87 (1 Wo.)DE | — | — | Erstveröffentlichung: 2. Februar 2018 mit Moe Phoenix                             |
| 2018 | 30 km/h –                                        | DE77 (1 Wo.)DE | — | — | Erstveröffentlichung: 14. September 2018                                          |
| 2019 | Push Safe                                        | DE48 (2 Wo.)DE | — | — | Erstveröffentlichung: 15. Februar 2019 mit Kianush & Mosh36                       |
| 2019 | Hellwach Keine Tränen                            | DE41 (1 Wo.)DE | — | — | Erstveröffentlichung: 5. Juli 2019 feat. Jamule & MoTrip                          |
| 2019 | Suizid Keine Tränen                              | DE52 (2 Wo.)DE | — | — | Erstveröffentlichung: 6. September 2019 mit Kianush                               |
| 2019 | Casino Royal Crossover                           | DE28 Gold · (12 Wo.)DE | AT63 Gold · (1 Wo.)AT | — | Erstveröffentlichung: 6. Dezember 2019 Verkäufe: + 215.000; mit Kianush           |
| 2020 | Streit mit dem Mond Crossover                    | DE55 (3 Wo.)DE | — | — | Erstveröffentlichung: 3. Januar 2020 mit Kianush                                  |
| 2020 | Kriminell Crossover                              | DE17 (8 Wo.)DE | AT38 (3 Wo.)AT | CH53 (2 Wo.)CH | Erstveröffentlichung: 7. Februar 2020 mit Kianush                                 |
| 2020 | Cyberpunk Crossover                              | DE86 (1 Wo.)DE | — | — | Erstveröffentlichung: 6. März 2020 mit Kianush                                    |
| 2020 | Crossover                                        | DE50 (1 Wo.)DE | — | — | Erstveröffentlichung: 27. März 2020 mit Kianush                                   |
| 2020 | Montrachet Streben nach Glück                    | DE— aDE | — | — | Erstveröffentlichung: 23. Juli 2020                                               |
| 2020 | Sieben Jahre Streben nach Glück                  | DE31 (1 Wo.)DE | AT74 (1 Wo.)AT | CH73 (1 Wo.)CH | Erstveröffentlichung: 6. November 2020                                            |
| 2020 | 100 Bars Final Kill Streben nach Glück           | DE38 (1 Wo.)DE | — | CH83 (1 Wo.)CH | Erstveröffentlichung: 20. November 2020                                           |
| 2020 | Streben nach Glück                               | DE— bDE | — | — | Erstveröffentlichung: 11. Dezember 2020                                           |
| 2021 | Hell Streben nach Glück                          | DE5 (5 Wo.)DE | AT10 (3 Wo.)AT | CH12 (3 Wo.)CH | Erstveröffentlichung: 22. Januar 2021 feat. Capital Bra                           |
| 2021 | Adé Streben nach Glück                           | DE28 (2 Wo.)DE | AT62 (1 Wo.)AT | CH72 (1 Wo.)CH | Erstveröffentlichung: 19. Februar 2021                                            |
| 2021 | Squad X Showtime Streben nach Glück              | DE33 (2 Wo.)DE | AT50 (1 Wo.)AT | CH72 (1 Wo.)CH | Erstveröffentlichung: 5. März 2021 feat. Jamule, Kianush, Hamzo 500, Fourty & Rua |
| 2021 | Training Day Desperadoz III                      | DE50 (1 Wo.)DE | — | CH87 (1 Wo.)CH | Erstveröffentlichung: 14. Mai 2021 mit Kianush                                    |
| 2021 | Shawty Desperadoz III                            | DE8 (6 Wo.)DE | AT21 (2 Wo.)AT | CH36 (2 Wo.)CH | Erstveröffentlichung: 11. Juni 2021 mit Kianush feat. Jamule                      |
| 2021 | Mörder II Desperadoz III                         | DE— cDE | — | — | Erstveröffentlichung: 1. Juli 2021 mit Kianush                                    |
| 2021 | Kapitel III Desperadoz III                       | DE54 (1 Wo.)DE | — | — | Erstveröffentlichung: 30. Juli 2021 mit Kianush                                   |
| 2021 | Drei Shotzzz Desperadoz III                      | DE65 (1 Wo.)DE | — | — | Erstveröffentlichung: 20. August 2021 mit Kianush                                 |
| 2021 | IDWK Kiss & Fly Tape                             | DE43 (2 Wo.)DE | — | CH70 (1 Wo.)CH | Erstveröffentlichung: 29. Oktober 2021                                            |
| 2021 | Nach Hause –                                     | DE— dDE | — | — | Erstveröffentlichung: 16. Dezember 2021                                           |
| 2022 | Verlasse dich –                                  | DE51 (1 Wo.)DE | — | — | Erstveröffentlichung: 28. Januar 2022                                             |
| 2022 | 3 –                                              | DE100 (1 Wo.)DE | — | — | Erstveröffentlichung: 25. März 2022 mit Fard & Asche                              |
| 2022 | Heaven Kiss & Fly Tape                           | DE17 (5 Wo.)DE | AT52 (1 Wo.)AT | CH51 (1 Wo.)CH | Erstveröffentlichung: 22. Juli 2022                                               |
| 2022 | Sunrise Kiss & Fly Tape                          | DE— eDE | — | — | Erstveröffentlichung: 1. September 2022                                           |
| 2022 | Me & My Girlfriend Kiss & Fly Tape               | DE80 (1 Wo.)DE | — | — | Erstveröffentlichung: 22. September 2022                                          |
| 2023 | 150 Bars Infinity Life Is Pain                   | DE61 (1 Wo.)DE | — | — | Erstveröffentlichung: 27. Januar 2023                                             |
| 2023 | Alte Zeit Life Is Pain                           | DE— fDE | — | — | Erstveröffentlichung: 9. Februar 2023                                             |
| 2023 | Bist du da Life Is Pain                          | DE91 (1 Wo.)DE | — | — | Erstveröffentlichung: 16. März 2023 feat. Elif                                    |
| 2023 | Modus Rap Life Is Pain                           | DE48 (1 Wo.)DE | — | — | Erstveröffentlichung: 27. April 2023 feat. Kool Savas & Azad                      |
| 2023 | Gute Frauen lieben schlechte Männer Life Is Pain | DE48 (1 Wo.)DE | — | — | Erstveröffentlichung: 4. Mai 2023 feat. Samra                                     |
| 2023 | District 9 Life Is Pain                          | DE— gDE | — | — | Erstveröffentlichung: 18. Mai 2023                                                |
| 2023 | Doktor Life Is Pain                              | DE22 (2 Wo.)DE | AT67 (1 Wo.)AT | CH54 (1 Wo.)CH | Erstveröffentlichung: 29. Juni 2023 feat. Sido, Haftbefehl & Alies                |
| 2023 | Nicht alles gold –                               | DE— hDE | — | — | Erstveröffentlichung: 21. Juli 2023 mit Azad feat. Montez                         |
| 2023 | Für immer Machtwechsel II                        | DE69 (1 Wo.)DE | — | — | Erstveröffentlichung: 7. September 2023 feat. Yakary                              |
| 2025 | Last Dance –                                     | DE50 (1 Wo.)DE | — | — | Erstveröffentlichung: 31. Januar 2025 feat. Kianush, Mucco & Jamule               |
| Folgende Lieder erschienen nicht als Single, wurden aber durch das Album zum Download und Streaming bereitgestellt und konnten somit eine Platzierung erlangen: |                                                  | | | |                                                                                   |
| |                                                  | | | |                                                                                   |
| 2017 | Sie will Verloren im Paradies                    | DE65 (3 Wo.)DE | — | — | Charteinstieg: 30. Juni 2017 feat. RAF Camora & Bonez MC                          |
| 2021 | Doublecup Streben nach Glück                     | DE13 (4 Wo.)DE | AT32 (2 Wo.)AT | CH40 (2 Wo.)CH | Charteinstieg: 19. März 2021 feat. Jamule                                         |
| 2021 | Rockstars Desperadoz III                         | DE45 (1 Wo.)DE | — | — | Charteinstieg: 3. September 2021 mit Kianush feat. Jamule                         |
| 2022 | Hotel Kiss & Fly Tape                            | DE— iDE | — | — | Charteinstieg: 14. Oktober 2022 feat. Søva                                        |
| 2023 | Butterflies Life Is Pain                         | DE— jDE | — | — | Charteinstieg: 14. Juli 2023 feat. Jamule                                         |
| 2023 | Mitternacht Machtwechsel II                      | DE— kDE | — | — | Charteinstieg: 22. September 2023                                                 |

Weitere Singles
- 2020: Plan B (mit Sinan-G)

### Als Gastmusiker
| Jahr | Titel Album                                | Höchstplatzierung, Gesamtwochen, AuszeichnungChartplatzierungen (Jahr, Titel, Album, Platzierungen, Wochen, Auszeichnungen, Anmerkungen) | Höchstplatzierung, Gesamtwochen, AuszeichnungChartplatzierungen (Jahr, Titel, Album, Platzierungen, Wochen, Auszeichnungen, Anmerkungen) | Höchstplatzierung, Gesamtwochen, AuszeichnungChartplatzierungen (Jahr, Titel, Album, Platzierungen, Wochen, Auszeichnungen, Anmerkungen) | Anmerkungen                                                              |
| Jahr | Titel Album                                | DE | AT | CH | Anmerkungen                                                              |
| ---- | ------------------------------------------ | --- | --- | --- | ------------------------------------------------------------------------ |
| 2016 | TelVision Abstand                          | DE40 (2 Wo.)DE | AT52 (1 Wo.)AT | CH94 (1 Wo.)CH | Erstveröffentlichung: 2016 Kianush feat. KC Rebell, PA Sports & Kollegah |
| 2020 | Outta Control Boost                        | DE— lDE | — | — | Erstveröffentlichung: 18. Dezember 2020 Kianush feat. PA Sports          |
| 2021 | Over Afterhour                             | DE48 (1 Wo.)DE | — | — | Erstveröffentlichung: 26. März 2021 Fourty feat. PA Sports               |
| 2021 | Enzo Renommee                              | DE— mDE | — | — | Erstveröffentlichung: 2. April 2021 Xidir feat. PA Sports                |
| 2022 | Ich denk an dich Endlich tut es wieder weh | DE92 (1 Wo.)DE | — | — | Erstveröffentlichung: 25. November 2022 Elif feat. PA Sports             |
| 2023 | Bei Nacht –                                | DE77 (1 Wo.)DE | — | — | Erstveröffentlichung: 6. April 2023 Eddin feat. PA Sports                |
| 2023 | Es tut mir doch so leid –                  | DE— nDE | — | — | Erstveröffentlichung: 8. Juni 2023 Milano feat. PA Sports                |
| 2023 | Blei –                                     | DE— oDE | — | — | Erstveröffentlichung: 22. Dezember 2023 Yakary feat. PA Sports           |
| 2024 | Ich schwör bei Gott –                      | DE91 (1 Wo.)DE | — | — | Erstveröffentlichung: 1. März 2024 1986zig feat. PA Sports               |
| 2024 | 10 Sekunden –                              | DE66 (1 Wo.)DE | — | — | Erstveröffentlichung: 26. April 2024 Kianush feat. Yakary & PA Sports    |

## Autorenbeteiligungen
PA Sports als Autor in den Charts

| Jahr | Titel Interpretation    | Höchstplatzierung, Gesamtwochen, AuszeichnungChartplatzierungen (Jahr, Titel, Interpretation, Platzierungen, Wochen, Auszeichnungen, Anmerkungen) | Höchstplatzierung, Gesamtwochen, AuszeichnungChartplatzierungen (Jahr, Titel, Interpretation, Platzierungen, Wochen, Auszeichnungen, Anmerkungen) | Höchstplatzierung, Gesamtwochen, AuszeichnungChartplatzierungen (Jahr, Titel, Interpretation, Platzierungen, Wochen, Auszeichnungen, Anmerkungen) | Anmerkungen                           |
| Jahr | Titel Interpretation    | DE | AT | CH | Anmerkungen                           |
| ---- | ----------------------- | --- | --- | --- | ------------------------------------- |
| 2023 | Normal zu lieben Jamule | DE7 (5 Wo.)DE | AT12 (3 Wo.)AT | CH31 (2 Wo.)CH | Erstveröffentlichung: 19. Januar 2023 |

## Sonderveröffentlichungen

### Freetracks
- 2009: Sound für den Asphalt feat. Deine Jungs
- 2010: Pottsound (als SAW) feat. KayOh
- 2010: Mach ’n Taui feat. Eko Fresh
- 2010: Showdown feat. KC Rebell
- 2011: Inferno feat. KayOh
- 2011: Paparazzi
- 2011: Hol mich hier raus feat. STV (von Deine Jungs)
- 2012: 100 Bars Reloaded
- 2014: Warum (Remix) feat. BoZ, Liquit Walker, Cr7z, BK, Pedaz, Ercandize, Jaysus, Niekan, Kurdo, Vega, Hamad 45, Alpa Gun und Kianush
- 2015: 250 Bars Payback (Haftbefehl & Capo Diss)
- 2017: Nicht so wie wir / Sunny (Sun Diego Diss)
- 2017: Julia (JuliensBlog Diss)
- 2018: Guilty 400 (KC Rebell Diss)

### Gastbeiträge
- 2005: Sinan auf Fick deine Story von Eko Fresh
- 2006: Das Leben ist ein Knast auf Insallah von Manuellsen (feat. SAW)
- 2008: 112 Bars Runnin und Erste Front auf Das ist meine Welt, ihr lebt nur darin! von Manuellsen (feat. SAW & Kee-Rush)
- 2008: Wir halten durch auf Geschichten die das Leben schreibt! von Manuellsen (feat. SAW)
- 2008: Pott Runnin auf Verschworen auf Leben und Pott von Manuellsen & Decino (feat. SAW & Kee-Rush)
- 2009: 2 Mann Armee auf Ich bin Jesse James von Sinan-G
- 2010: Bozz Effekt auf Azphalt Inferno 2 von Azad (feat. SAW)
- 2011: Die Eselficker (feat. Adel & Jaysus), Musketiere (feat. Maebouris), Alles oder nichts, Rückreise, Sho, Sei stark (feat. Moe Phoenix), Komm, komm!, Wo du herkommst (feat. Manuellsen), Kennst du das Gefühl, Vor-Bye (Pottweiler Remix) (feat. Kee-Rush & Manuellsen) und Meine Stadt (Remix) (feat. Juvel, Jeyz, Automatikk, Manuellsen, Maskoe & Xatar) auf Hoodmoney Freetape von KC Rebell
- 2011: Payback auf Schutzgeld von Sinan-G
- 2011: Street Kings Kollabo Remix von Silla
- 2011: Ghettosoul (als SAW), 4 Elemente (feat. Manuellsen, Kee-Rush & Moe Phoenix), 5 Minuten Ruhm (feat. Manuellsen & Silla), Allstar Track Part 2 (feat. Kee-Rush, Illo, Manuellsen, Snaga & Pillath), Diese Beiden, Eisen und Erz, Geh jetzt weg von mir (feat. Kee-Rush), Heb die Faust, Feuer im Auge 2, Strassenshit (feat. Deine Jungs), Schreit unsern Namen, Showdown und Träume auf Hoodmoney Freetape 2 von KC Rebell
- 2011: Gemeinsam und Sie kenn uns nicht (feat. Marsin) auf Derdo Derdo von KC Rebell
- 2012: Arab Style (Strassen-Remix) auf Ehrensache von Alpa Gun
- 2012: Alles wird sich ändern auf Rebellismus von KC Rebell
- 2012: Alle Mann Allstar RMX von Azad
- 2013: Limit auf Die Faust aus dem Libanon von Hamad 45
- 2013: Es muss sein auf Nero von Vega (feat. KC Rebell)
- 2013: Al/Pa auf Alles kommt zurück von Alpa Gun
- 2013: Alles Gute kommt von unten auf Play My Beatz von P.M.B. (feat. BOZ)
- 2013: Kopfkino auf Banger Rebellieren von KC Rebell (feat. Vega)
- 2013: Déjà Vu auf Block Bladi Gentleman von Dú Maroc
- 2013: Ausbruch auf Ob du willst oder nicht von Sinan-G
- 2013: Hassfilm von Toony
- 2013: Hausgemacht auf BZ von Mosh36
- 2014: Harami Crimesound 2 und Du und Ich auf Mundpropaganda von Hamad 45
- 2014: Du bist niemand auf Rebellution von KC Rebell
- 2014: Thx I get auf MB3 von Manuellsen
- 2014: Brennpunkt auf Zeitachse von Mudi
- 2014: Al/Pa II auf Geboren um zu sterben von Alpa Gun
- 2014: Wir drehen am Rad auf 100% Macher von Pedaz und Blut & Kasse
- 2014: Sin City auf Gott liebt die Geduldigen von Jaysus
- 2015: Was du nicht sagst auf Made in Germany von BOZ
- 2015: Haute Couture auf Fata Morgana von KC Rebell (feat. Kurdo)
- 2015: Wo wart ihr? auf Killemall von Manuellsen
- 2015: HRSN Gesellschaft auf Weil die Strasse nicht vergisst von Fler
- 2015: Ehrenloser auf Ehrensache 2 von Alpa Gun
- 2015: Silber oder Blei auf Saadcore Reloaded von Baba Saad (feat. Kianush)
- 2016: Domizil auf Szenario von Kianush
- 2016: Seelenamnesie auf Aufstand von Aufstand
- 2016: Morgen auf Free Sinan-G von Sinan-G
- 2016: Zu krank mit das auf Onkel Pillo (Der Pott gibt sich die Ehre EP) von Pillath (feat. Manuellsen)
- 2016: Fluch auf Hayat von Mudi
- 2016: Ernst gemeint (feat. Olli Banjo & Moe Mitchell) und On & On (feat. Vega & Gentleman) auf Essahdamus von Kool Savas
- 2016: TelVision auf Abstand von KC Rebell (feat. Kianush & Kollegah) (DE #40, AT #52, CH #94)
- 2016: Intro auf Abstand (Rebell Army EP) von KC Rebell
- 2017: Sie schämen sich nicht auf Onkel der Nation von Pillath
- 2017: Original (feat. Mosh36) und Hütte im Wald auf Instinkt von Kianush
- 2017: Boys von der Westside auf Legacy (Golden Era Tourtape) von Kollegah
- 2017: Rosa Panzer auf Großstadtdschungel von Olli Banjo (feat. Mica Dulce)
- 2017: Moonrocks und Filme (feat. Moe Phoenix) auf DZ von Mosh36
- 2017: Wenn der Vorhang fällt auf So machen wir das hier von Jeyz
- 2017: Hände hoch auf So machen wir das hier (Verstehste LP) von Jeyz
- 2018: Mensch/Maschine (Smoove Remix) (feat. Kool Savas) auf Wasch den Thron von Sido & Savas
- 2018: Superhelden (Remix) von Fard (feat. Moe Phoenix)
- 2018: Habibi auf NOA von Moe Phoenix
- 2018: DJ Khaled von Z (feat. Moe Phoenix)
- 2018: Loyalität auf Habuubz, Volume 1 von Fard (feat. Kianush)
- 2019: Fantasy auf Semikolon von Credibil
- 2019: Push auf Safe von Kianush (feat. Mosh36)
- 2019: Sex Sells auf Ninio von Jamule
- 2019: Sabr auf Jackpott von Sinan-G
- 2019: Hinter den Kulissen auf D.I.P. von Rapsta
- 2019: Vergiss mich auf Emoetion von Moe Phoenix
- 2019: 90/10 auf Amigo von Bero Bass (feat. Ayouni)
- 2019: Begoo Bazam auf Press Play von AriBeatz (feat. Behzad Leito)
- 2020: All Black auf King Kong von King Khalil
- 2020: Plan B von Sinan-G
- 2020: Yeah Yeah Yeah Yeah auf Nazizi von Fard
- 2021: Gasolina auf Sold von Jamule
- 2022: Haie auf 8 von Capital Bra
- 2022: Fitna auf Kinder der Straße von Ngee (feat. Jamule)

### Juice-Exclusives
- 2008: Rückreise (mit KC Rebell als SAW) (Juice-Exclusive! auf Juice-CD #87)
- 2010: Echt (feat. Kianush) (Juice-Exclusive auf Juice-CD #108)

## Statistik

### Chartauswertung
Die folgenden Aufstellungen beinhalten eine Übersicht der Charterfolge von PA Sports in den Album- und Singlecharts. Es ist zu beachten, dass bei den Singles nur Interpretationen und keine Autorenbeteiligungen oder Produktionen berücksichtigt wurden.
|                     | DE     | AT     | CH     |
| ------------------- | ------ | ------ | ------ |
| Nummer-eins-Alben   | DE—DE  | AT—AT  | CH—CH  |
| Top-10-Alben        | DE10DE | AT4AT  | CH7CH  |
| Alben in den Charts | DE15DE | AT12AT | CH15CH |

|                       | DE     | AT     | CH     |
| --------------------- | ------ | ------ | ------ |
| Nummer-eins-Singles   | DE—DE  | AT—AT  | CH—CH  |
| Top-10-Singles        | DE2DE  | AT—AT  | CH—CH  |
| Singles in den Charts | DE41DE | AT10AT | CH12CH |

### Auszeichnungen für Musikverkäufe
Anmerkung: Auszeichnungen in Ländern aus den Charttabellen bzw. Chartboxen sind in ebendiesen zu finden.
| Land/RegionAuszeichnungen für Musikverkäufe (Land/Region, Auszeichnungen, Verkäufe, Quellen) | Gold     | Platin | Verkäufe | Quellen           |
| -------------------------------------------------------------------------------------------- | -------- | ------ | -------- | ----------------- |
| Deutschland (BVMI)                                                                           | Gold1    | —      | 200.000  | musikindustrie.de |
| Österreich (IFPI)                                                                            | Gold1    | —      | 15.000   | ifpi.at           |
| Insgesamt                                                                                    | 2× Gold2 | —      |          |                   |